# النور هاروی
النور هاروی (انگلیسی: Eleanor Harvey؛ زادهٔ ۱۴ ژانویهٔ ۱۹۹۵) شمشیرباز اهل کانادا است.
وی در مسابقات کشوری و بین‌المللی در مجموع برندهٔ ۴ مدال طلا، ۱۰ مدال نقره، ۴ مدال برنز شده است.